# فرمان تلیپینوس
فرمان تلیپینوس (Edict of Telipinus) فرمانی است که در امپراتوری هیتی، توسط تلیپینوس، در دوران امپراتوری کهن هیتی، تقریباً در ۱۵۵۰ پیش از میلاد مسیح، صادر شده‌است.
این فرمان یکی از مهم‌ترین منابع حقوقی بازمانده از عصر هیتی هاست. یکی از دلایل اهمیت این سند توضیح قواعد جانشینی در دولت هیتی هاست. در این سند به برخی حوادث تاریخی مهم، مانند فتح بابل در زمان مورسیلی اول (شاه هیتی)، اشاراتی شده‌است که در دیگر اسناد موجود نیست. اطلاعات چندانی درمورد جانشینان تلیپینوس به مدت ۸۰ سال پس از مرگش وجود ندارد.
فرمانی از فرمان‌های تلیپینوس:
«حکم مسئله خون چنین است. هرکس مرتکب خون شود، هرچه ولی دم بگوید همان است: اگر بگوید: «قاتل باید بمیرد!»، خواهد مرد. اگر بگوید: «قاتل باید فدیه بپردازد!» فدیه خواهد پرداخت. شاه هیچ دخالتی در این تصمیم‌گیری ندارد»